# بقلة (سمك)

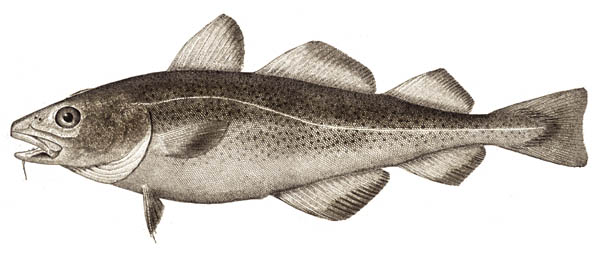
سمك البقلة

البَقَلَة أو الغَادُس أو سمك البكالا (بالإنجليزية: Cod)‏ المعروف باسم القُدّ، هو اسم شائع لبعض أنواع رتبة غادسيات الشكل، وله أيضا أسماء شائعة لمجموعة متنوعة من الأسماك، ويكون طعم سمك البقلة لحم سميك ومع نكهة خفيفة، وتنخفض منه الدهون، ولحمه أبيض كثيف وتقشيره سهل.
ويستفاد من كبد سمك القد صنع منه زيت كبد القد، الذي يحتوي على فيتامين أ وفيتامين د وأوميغا 3 والأحماض الدهنية ( (EPA) (DHA) ).
ويسمى بيضه skrei، وصغار البفلة الأطلسية أو سمك الحدوق التي تسلخ للطهي وتسمى scrod.
يعيش في المياه الشمالية للمحيطين الهادئ والأطلسي. وتأتي أسماك البقلة في المرتبة الثانية بعد سمك الرنجة من حيث حصيلة صيد الأسماك كل عام. لكن معظمها يؤكل على عكس الرنجة التي تستخدم غالبًا لأغراض صناعية وزراعية.
بقلة المحيط الهادئ تعيش في مياه شمالي المحيط الهادئ وبحر بيرنغ. وتعد من أسماك الغذاء الفاخرة، كما يعتبر من أهم الأنواع بالنسبة لصناعة السمك منذ زمن بعيد.

## الشكل والسلوك
للبقلة خمس زعانف، وألوانها مختلفة، منها الرمادي والأحمر والبني أو الأسود، مع وجود عديد من النقاط السوداء الصغيرة على الأجزاء العليا من السمكة. يبلغ متوسط طول نوع البقلة التي تعيش في المحيط الأطلسي نحو 90 سم، ووزنها من 4,5 إلى 11 كجم، رغم أن بعضها قد يبلغ حجمه أكبر من ذلك؛ أما البقلة التي تعيش في المحيط الهادئ فنادرًا ما يتجاوز طولها مترًا واحدًا ووزنها من 1,5 إلى 9كجم.
تعيش أسماك البقلة بالقرب من قاع المحيط، لكنها تصعد غالبًا إلى منتصف عمق الماء، وأحيانا تقترب من السطح عند تناولها الطعام. ومتوسط سرعة البقلة 6كم/ساعة.

## التكاثر
تبيض البقلة في أعماق المحيط في أواخر الشتاء وبواكير الربيع. وتضع السمكة في المعتاد بين ثلاثة وسبعة ملايين بيضة في المرة الواحدة. لكن نسبة صغيرة فقط من البيض تكتب لها الحياة. ويطفو بيض معظم أنواع البقلة على سطح الماء وتصبح جزءًا من العوالق المائية، وهي كتلة الكائنات المائية الصغيرة الطافية.

## النظام الغذائي
تتغذى البقلة المكتملة النمو بصغار الأسماك، والحبار، والمحار مثل سرطان البحر والروبيان. كما تأتي البقلة التي تعيش في المحيط الأطلسي على كل شيء تقريبا، قد تجده في طريقها بما فيها الصخور والأصداف؛ إذ تقوم العصارات القوية في معدة السمكة بهضم الغذاء أو الأحياء البحرية، ثم تلفظ ما يستعصي عليها هضمه.
تتغذى الأسماك حديثة الفقس بالعوالق. وعندما تبلغ البقلة نحو سبعة سنتيمترات ونصف، تتحرك نحو قاع المحيط حيث تتغذى بالديدان وصغار سمك الروبيان.

## صيد السمك وتسويقه
هناك 25 نوعًا من أسماك البقلة، وإن كان إطلاق اسم البقلة عليها جميعا يعد من باب المجاز. تتوافر أسماك البقلة طوال العام. ويعد نوع البقلة الذي يعيش في المحيط الأطلسي أهم أسماك البقلة من حيث حصيلة الصيد السنوية. وأفضل أماكن الصيد بالأطلسي قبالة شواطئ أمريكا الشمالية، خاصة منطقة الجراند بانكس أمام نيوفاوندلاند بكندا، ومنطقة جورجيز بانك أمام بوسطن بولاية ماساتشوستس بالولايات المتحدة الأمريكية. تقع أهم مناطق صيد البقلة التي يحويها الجزء الشمالي الشرقي من المحيط الأطلسي حول آيسلندا، وفي منطقة بحر بارنتس، وبحر النرويج، وبحر البلطيق، وبحر الشمال.
تمتد مناطق صيد البقلة الموجود بالمحيط الهادئ من مياه كاليفورنيا إلى بحر بيرنج شمالا إلى اليابان وكوريا غرباً. وأفضل مناطق صيده في جنوب شرقي بحر بيرنج. وتتصدر الولايات المتحدة الأمريكية الدول التي تصيد سمك بقلة بالمحيط الهادئ وتأتي روسيا في المرتبة الثانية واليابان في المرتبة الثالثة.
ويمكن الاحتفاظ بسمكة البقلة لفترات طويلة دون أن تفسد عن طريق شطرها ثم تمليحها وتجفيفها. وفي القرون الماضية لم تكن السفن تستطيع نقل الغذاء سريع التلف في رحلات طويلة لعدم وجود الثلاجات. وفي مثل هذه الرحلات كان البقلة غذاءً رئيسيًا. وبدأت سفن الصيد الأوروبية عبور الأطلسي لصيد البقلة منذ بداية القرن السادس عشر الميلادي. في البداية كان الصيد يتم بالصنارة والطُعم، لكن منذ القرن السابع عشر حلت الشباك محلها بشكل أساسي.

## المعلومات الغذائية
تحتوي كل شريحة من البقلة النيئة (116غ) بحسب وزارة الزراعة الأمريكية على المعلومات الغذائية التالية :
- السعرات الحرارية: 80
- الدهون: 0.48
- الدهون المشبعة: 0
- الكاربوهيدرات: 0
- الألياف: 0
- البروتينات: 17.71
- الكولسترول: 55

ازداد الطلب على أسماك البقلة منذ ظهور الأسماك المعدة للطهي في الخمسينيات من القرن العشرين الميلادي، بالإضافة إلى اعتماد المطاعم التي تقدم السمك المقلي ومعه البطاطس المقلية على أسماك البقلة الذي يعد مصدرًا لاستخراج زيت كبد البقلة، وهو مكوّن غذائي غني بفيتامينات أ ود.

## الملاحظات
1. ↑  أسماك القُدّ في بعض المصادر المتخصصة هي أسماك أخرى تنتمي إلى فصيلة القديات Cottidae، المصدر: 
أمين المعلوف (1985)، معجم الحيوان (بالعربية والإنجليزية) (ط. 3)، بيروت: دار الرائد العربي، ص. 61 و 110، OCLC:1039733332، QID:Q113643886